# Space Hulk
Space Hulk es un juego de tablero que la editorial británica Games Workshop publicó por primera vez en 1989. El juego está ambientado en el universo de Warhammer 40.000 con una obvia inspiración de la película de 1986 Aliens de James Cameron.

## La primera edición
La primera edición de Space Hulk vio la luz en 1989. Las miniaturas que representaban a los Exterminadores eran de muy baja calidad (incluso para los estándares de la época, a finales de los 80), pero el resto de componentes (en calidad y cantidad) superaban lo visto hasta entonces en juegos de mesa. El juego tuvo dos expansiones: Deathwing, que introdujo más armas para los Exterminadores y reglas para jugar en solitario, y Genestealer, que ampliaba las clases de Genestealers y su armamento. Durante años la revista oficial de Games Workshop, White Dwarf, publicó suplementos y ampliaciones de reglas.
Las reglas en ocasiones incluían nuevos tableros, que el jugador podía fotocopiar o recortar y pegar en una cartulina.

## La segunda edición
Games Workshop publicó una segunda edición en 1996. Esta edición no llegó a tener ampliaciones pero incluyó nuevo material gráfico, simplificó algunas reglas y presentó las nuevas miniaturas de Exterminadores, de mucha mayor calidad que las anteriores. Esto hizo que el juego fuese muy buscado por los jugadores de Warhammer 40.000. Las críticas fueron tibias, ya que los tableros carecían del encanto de la primera versión, y las reglas se consideraron muy simplificadas. En España lo distribuyó Games Workshop una vez se constituyó como empresa propia.
Un libro de compendio de reglas, Space Hulk Campaigns, se publicó en 1991, con el material publicado en la revista y nuevas reglas.

## La tercera edición
Aparecida en 2009 como una edición limitada de coleccionista, recuperaba aspectos de la edición inicial, e incorporaba unas miniaturas de excelente calidad para la época. No duró demasiado tiempo en tiendas, y durante años ha sido uno de los juegos de Games Workshop que más se ha revalorizado.

## La cuarta edición
La cuarta edición de  Space Hulk fue lanzada el 20 de septiembre de 2014.
Aunque el sitio web de  Games Workshop agotó su inventario de Space Hulk en menos de 24 horas para prepedidos, muchas tiendas tenían reservadas un número de copias disponibles para el día de su salida. El juego fue principalmente un relanzamiento de la tercera edición con algunas reglas ajustadas, un ligero rediseño gráfico en la portada, algunos cambios menores en el coloreado del cartón de las losetas, 19 elementos de cartón nuevos  y 4 nuevas misiones.
Tres campañas de expansión fueron editadas específicamente para iPad. En estas campañas intervienen otros capítulos de marines espaciales, e incluyen reglas adicionales para unidades y armas.
Space Hulk Mission Files: Dark Angels - Bringer of Sorrow
Space Hulk Mission Files: Space Wolves - Return to Kalidus
Space Hulk Mission Files: Ultramarines - Duty and Honour

## Sistema de juego
Se juega sobre un tablero geomórfico donde los corredores y las estancias de una nave espacial abandonada se forman con diversas piezas o módulos. Las piezas se encajan de manera similar a las piezas de un puzle. De esta forma hay una infinidad de combinaciones diferentes. 
Un jugador controla a los Exterminadores, mientras que el otro jugador controla a los Genestealers, un símil de Alien, de la película homónima. La principal característica del juego es su mecanismo de tensión proporcionado por el despliegue oculto de los genestealers, y su desequilibrio de fuerzas. Mientras que el jugador Exterminador puede controlar una o dos escuadras de cinco Exterminadores cada una, el jugador genestealer dispone de infinitas fuerzas, que sitúa en el tablero mediante marcadores de posición, representando contactos de radar. Solo en el momento que un Exterminador tiene en su línea de visión a un marcador de contacto se descubre el número de genestealers que representa (1 a 3 criaturas en la primera edición del juego, o de 0 a 6 en la segunda).

## Cruzada Estelar
MB publicó en España el juego Cruzada Estelar, que es muy similar a Space Hulk, pero simplificando reglas, ampliando la cantidad de jugadores a cuatro, y aportando más variedad de criaturas. Se lanzó un año después de HeroQuest, y aunque no llegó a tener el éxito de su predecesor, por el precio del juego completo incluía miniaturas que la hacía muy buscada por los primeros jugadores de Warhammer 40.000. El ejemplo más característico de estas reliquias es el Dreadnought, copia del robot ED-209 que se pudo ver en la película Robocop.

## Advanced Space Crusade
Es una versión avanzada de Cruzada Estelar, más compleja, y publicada en solitario por Games Workshop. Se utilizan en este caso Marines Exploradores, y los enemigos son Tiránidos.

## En el universoWarhammer 40.000
Un space hulk, o «pecio espacial», se refiere a una nave que se detecta en el espacio, aparentemente vacía, pero que puede contener en su interior tecnología, mutantes, tiránidos, o una combinación letal de lo anterior. Ya sea por limpiar su interior para evitar infecciones, o para recuperar la tecnología, el Imperio lanza misiones al interior de los pecios.

## Ediciones en español
La edición original de Games Workshop (1990) fue traducida y publicada en español en 1991 por la hoy en día desaparecida editorial barcelonesa Diseños Orbitales.

## Space Hulk, edición XX aniversario
Para celebrar el 20.º aniversario de este clásico juego de tablero, Games Workshop ha sacado una versión actualizada de Space Hulk, de edición limitada, con el mismo reglamento pero con 35 miniaturas completamente nuevas, esculpidas especialmente para la ocasión.

## Juego de Cartas
Fantasy Flight Games Lanzó un juego de cartas relacionado, al cual llamó "Space Hulk: Death Angel - The Card Game" en el verano del 2010, seguido por dos expansiones en la primavera del 2011.

## Enlaces
- Space Hulk en Games Workshop
- QSpacehulk, una beta de una adaptación para ordenador
- Spacehulk SP, Una adaptación para jugar en solitario
- Foro Spacehulk, Foro sobre este juego en español